# استات فنیل‌مرکوری
استات فنیل‌مرکوری (به انگلیسی: Phenylmercury acetate) یک ترکیب شیمیایی با شناسه پاب‌کم ۱۶۶۸۲۷۳۰ است. 